# 152 mm haubica wz. 1910

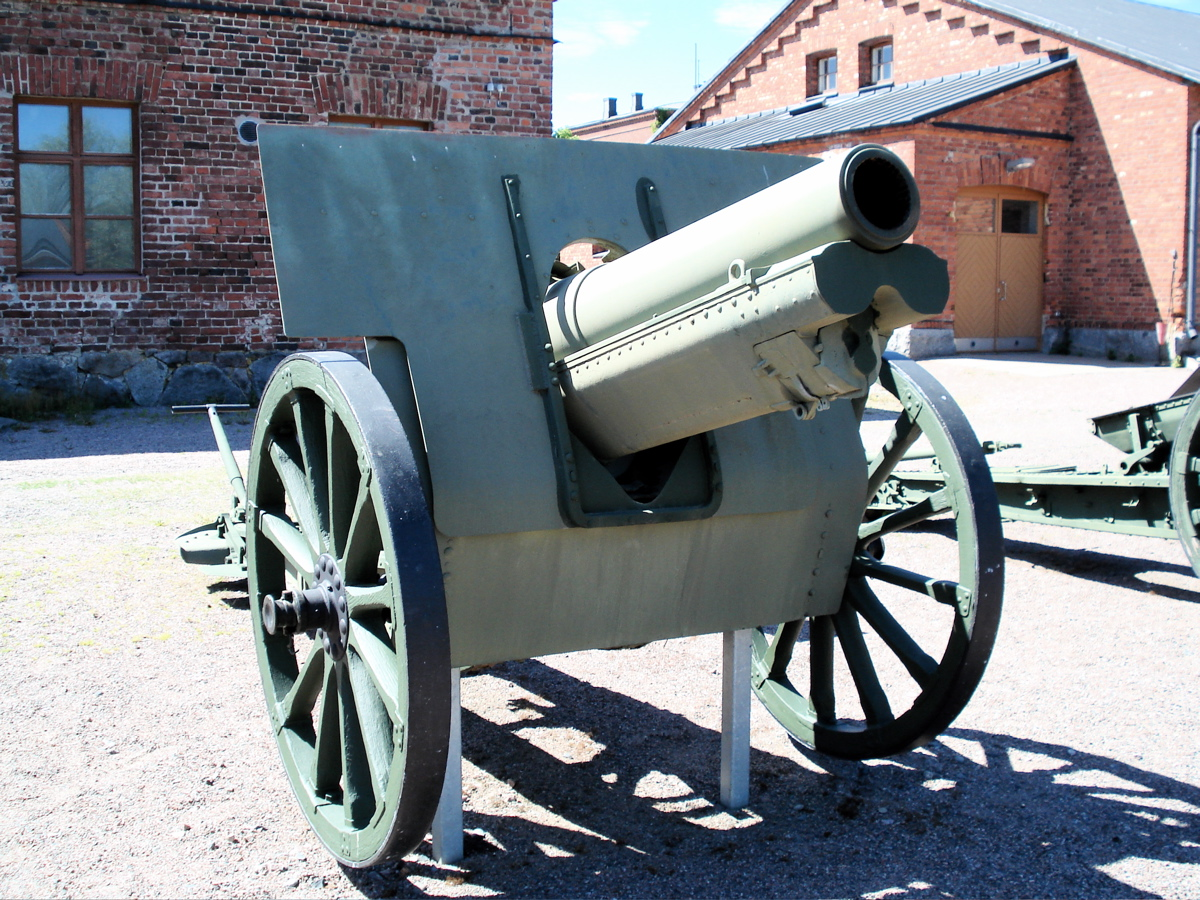
152 mm haubica wz. 1910

152 mm haubica wz. 1910 (ros. 152-мм гаубица образца 1910 года) – rosyjska haubica opracowana w 1910 przez francuską firmę Schneider, używana przez armię carską podczas I wojny światowej (w czerwcu 1917 służyły 240 haubice). Duża ich liczba została przejęta przez Armię Czerwoną. Zaczynając od 1937 Związek Radziecki przeprowadził modernizację posiadanych haubic, które otrzymały oznaczenie wz. 1910/37. W momencie ataku Niemiec 22 czerwca 1941 Armia Czerwona miała na stanie 99 tych dział.
W armii rosyjskiej służyła też podobna w osiągach 152 mm haubica wz. 1909, także zaprojektowana przez firmę Schneider, również zmodernizowana w latach 30. i używana w II wojnie światowej pod oznaczeniem wz. 1909/30.